# 恩寵園事件
恩寵園事件（おんちょうえんじけん）とは、1995年に千葉県船橋市の児童養護施設「恩寵園」で児童に対して身体的虐待、性的虐待などが行われた児童虐待事件である。この事件が契機となり2002年に児童福祉法が改正された。

## 恩寵園とは
本件事件の現場である児童養護施設「恩寵園」は、1946年に戦災孤児のための施設として開設され、1952年に児童福祉法に基づく児童養護施設となった施設で入所児童定員は70名であった。当該施設を運営する社会福祉法人恩寵園は、同一敷地内で私立保育園「めぐみ保育園」及び学校法人「大浜幼稚園」を運営しており、当時の社会福祉法人の理事長が児童養護施設の園長であり、理事長の兄が当該保育園と幼稚園の園長であった。

## 事件の経緯
- 1996年（平成8年）
  - 4月 - 入所児童13名が施設を脱走し、児童相談所に逃げ込む。
  - 9月 - 恩寵園の子ども自治会メンバーが千葉県に恩寵園への調査を要請するも、県は拒否した。
- 1997年（平成9年）10月 - 恩寵園の子どもたちを支える会が、千葉県に対し措置費の返還を求めて提訴した（2000年に棄却される）。
- 1999年（平成11年）
  - 9月 - 日本テレビ「特捜報道ドキュメント」で恩寵園が取り上げられたことで、厚労省が千葉県に調査を指示する。
  - 12月 - 恩寵園の子どもたちを支える会が、恩寵園の園長及び職員を暴行等の容疑で刑事告発した。
- 2000年（平成12年）10月 - 千葉地裁は元指導員の男（園長の次男）を強姦と強制わいせつの罪で懲役4年の実刑判決を下す（控訴せず）。
- 2002年（平成14年）
  - 10月 - 最高裁は元園長の上告を退け、懲役8ヶ月執行猶予3年の有罪判決が確定した。
  - 10月 - 施設内の虐待を禁止する児童福祉法の改正が施行された。

## 事件の概要
1996年4月、恩寵園に入所していた児童13人が児童相談所に逃げ込み、園長とその妻、次男の指導員、主任保育士の虐待の事実を訴え出た。虐待の内容は、金属バットや木刀で殴る、乾燥機に入れる、足や性器を切りつける、強姦などであった。しかし、千葉県は上記の事実を否定し、児童たちを園に戻し、園長に対する口頭指導のみの処分を科した。この処分に対して、児童は児童相談所の女性弁護士を代理人として人権救済を申し立てたり、県知事に手紙を書いたりしたが、千葉県は一切取り合わなかった。
一方、地元新聞が恩寵園事件を伝え、その事態の深刻さを知った大手新聞社が報道を重ねたことで、恩寵園の施設内虐待事件は市民に知られるようになった。市民は「恩寵園の子供を支える会」を立ち上げて住民起訴を起こすも棄却され、園長も職員も解職されなかった。
1997年5月、社民党の保坂展人が衆議院本会議で恩寵園の虐待問題を取り上げた。さらに、日本テレビ「特捜報道ドキュメント」が恩寵園卒園生や元園職員に取材調査を行い、その内容を1999年に放映する。この番組のDVDは全ての国会議員に配布され、ある国会議員が千葉県を召還して県警に強制捜査を命じた。
千葉県警の家宅捜索により、園長は入所児童に対する傷害容疑で書類送検され、同年8月に園長の次男である指導員は入所児童に対する強制わいせつ・婦女暴行容疑で逮捕された。これらの動きを受けて、千葉県は園長の解職を含む改善勧告を出し、社会福祉法人の理事を一新する改善計画を提出させた。同年4月、理事長・理事・園長が一新された。
裁判の結果、園長は懲役8ヶ月・執行猶予3年、園長の次男である元指導員は懲役4年の判決が確定した。のちに恩寵園の卒園生11人が原告となり、損害賠償を請求する民事起訴を起こした。最高裁は千葉県の賠償責任は認めたが、園長個人の賠償責任は認めなかった。

## 虐待の概要
千葉地方裁判所は、2001年1月、退園した女子児童17歳の証言をもとに園長や職員による次の行為を虐待と認定した。
- 火を付けたティッシュを児童に押しつけ当該児童に軽度のやけどを負わせた。
- 全入所児童の面前で、3名に男子児童（当時6歳前後）の性器に直接ハサミをあて、当該児童らはそれぞれ失禁や出血等した。
- 児童に剪定バサミを押しつけ出血させた。
- 児童に鶏の死骸を抱かせて就寝させた。
- 児童が着用していた服の袖を切断して服の大きさを調整した。
- 児童の顔面を激しく殴打し当該児童が大量の鼻出血をした。
- 女性保育士の面前で児童の手足を椅子に縛り付け、当該児童の膝の上に見開きの状態のポルノ雑誌を置いて写真撮影した。
- 朝鮮籍の入所児童に対し「お前は、朝鮮だ。」となじった。
- いたずらの罰として男子児童の髪の毛をモヒカン刈りし登校させた。
- 食事を与えないまま2名の児童に長時間にわたり正座をさせ、うち1名は他の児童の前で失禁した。

## 事件の影響
恩寵園事件を受けて、2009年4月に施行された児童福祉法には「施設内虐待の防止、児童養護施設等における虐待を発見した者の通告義務、通告があった場合の都道府県や都道府県児童福祉審議会等が講ずべき措置等施設内虐待の防止のための規定を設ける」という文章が盛り込まれた。これにより、恩寵園以外でも行われていた児童養護施設での施設内虐待が表面化するようになった。

## 関連リンク
- がんばれ！千葉恩寵園の子どもたち（リンク切れ）
- 児童養護施設恩寵園